# Vejvanov
Vejvanov (německy Wejwanow) je obec v okrese Rokycany v Plzeňském kraji. Žije zde 249 obyvatel. Vesnici tvoří základní sídelní jednotky Vejvanov a Pajzov.

## Historie
První písemná zmínka o Vejvanovu pochází z roku 1379, kdy je vesnice uvedena jako majetek Jindřicha, který ji obdržel z královského majetku. V obci zůstalo osm roubených usedlostí, které jí dávají osobitou tvář. Jsou zde i další památkové objekty a proto byla v obci roku 1995 vyhlášena vesnická památková zóna. Některé z roubených chalup jsou nemovitými kulturními památkami.
Pod vesnicí i v jejím okolí bylo, podobně jako v sousední Chomli, po staletí těženo černé uhlí mnoha doly v chomelsko-vejvanovské části radnické pánve. První zmínka o výskytu uhlí v západních Čechách, v katastrálním území Vejvanova, se datuje k roku 1548.[zdroj⁠?!] Doly se soustřeďovaly od severu Vejvanova, podél jeho západního okraje až k Pajzovu. Ve druhé polovině devatenáctého století zde vznikly doly František, Pistorius, Luční důl, Vojtěch, Vilém (1886–1918, hloubka 42 metrů), Kaiser (1910–1951, hloubka 85 metrů) a desítky menších šachet. Důl Pistorius byl v provozu od poloviny devatenáctého století do roku 1930. V roce 1920 v něm pracovalo 58 horníků, kteří vytěžili asi 6 900 tuh uhlí. Posledních deset let fungoval pod názvem Vojtěch a dobývaly se jen zbytky méně kvalitního uhlí.

## Obyvatelstvo
| Rok            | 1869 | 1880 | 1890 | 1900 | 1910 | 1921 | 1930 | 1950 | 1961 | 1970 | 1980 | 1991 | 2001 | 2011 | 2021 |
| -------------- | ---- | ---- | ---- | ---- | ---- | ---- | ---- | ---- | ---- | ---- | ---- | ---- | ---- | ---- | ---- |
| Počet obyvatel | 701  | 649  | 571  | 537  | 553  | 523  | 444  | 413  | 368  | 292  | 250  | 218  | 216  | 240  | 242  |
| Počet domů     | 76   | 82   | 83   | 75   | 79   | 83   | 86   | 95   | 95   | 90   | 78   | 98   | 105  | 108  | 114  |

## Obecní správa
Mezi lety 1869–1979 Vejvanov byl obcí v okrese Hořovice (1869–1890) a později v okrese Rokycany. Od 1. dubna 1980 do 23. listopadu 1990 patřil jako část obce k Radnicím a od 24. listopadu 1990 je opět samostatnou obcí. V letech 1961–1980 k obci patřily i Chomle.

### Obecní symboly
Znak a vlajka byly obci uděleny rozhodnutím předsedy Poslanecké sněmovny Parlamentu České republiky dne 7. října 2003.

## Služby
- obecní knihovna
- hospoda
- koloniál

## Spolky
- Sbor dobrovolných hasičů
- Myslivecké Sdružení Bechlov Vejvanov

## Pamětihodnosti
- Jihovýchodně od vesnice se nachází na vrcholku Babská skála pozůstatky nikdy nedostavěného stejnojmenného hradu. Vznik hradu pravděpodobně souvisel s aktivitami Rožmberků na Strašicku a měl sloužit k ochraně zdejší těžby železné rudy ve 14. století. Z hradní skály je výhled na celé pásmo Radče.
- kaplička na návsi
- pomník obětem válek
- venkovská usedlost čp. 14 (obytné stavení, stodola)
- venkovská usedlost čp. 15 (obytné stavení, chlévy)
- venkovská usedlost čp. 18 (obytné stavení, stodola, sklípek)
- venkovská usedlost čp. 9
- venkovská usedlost čp. 35
- venkovské usedlost čp. 42